# Tenodera superstitiosa
Tenodera superstitiosa — один з видів богомолів роду Tenodera. Великий крилатий богомол, поширений у Африці.

## Опис
Великі богомоли з довгим і струнким тілом. Передня частина надкрил бурого кольору, тоді як більша задня — зеленого.
Голова довша за власну ширину, лобний щиток поперечний, часто з двома вертикальними килями. Фасеткові очі округлі, виступають за межі голови не сильно. Тім'я закруглене, дещо виступає за межі очей.
Передньоспинка довга, іноді дуже довга, перевищує довжиною тазики передніх ніг. Передні стегна довгі, з 4 дискоїдальними та 4 зовнішніми шипами. Передні гомілки з 9-11 зовнішніми шипами. Крила добре розвинені в обох статей, довгі. Церки довгі та тендітні.

## Ареал
Мешкає в Африці, зокрема в Марокко.